# 익스카눌
익스카눌(Ixcanul, Ixcanul Volcano)은 프랑스에서 제작된 자이로 부스타만테 감독의 2015년 드라마, 멜로/로맨스 영화이다. 마리아 메르세데스 콜로이 등이 주연으로 출연하였다.

## 출연

### 주연
- 마리아 메르세데스 콜로이
- 마리아 텔론
- 마누엘 안튠